# Лукнівська сільська рада
Лукнівська сільська́ ра́да — адміністративно-територіальна одиниця та орган місцевого самоврядування в Коропському районі Чернігівської області. Адміністративний центр — село Лукнів.

## Загальні відомості
- Територія ради: 29,164 км²
- Населення ради: 573 особи (станом на 2001 рік)

Лукнівська сільська рада зареєстрована 1987 року. Стала однією з 25-ти сільських рад Коропського району і одна з 17-ти, яка складається більше, ніж з одного населеного пункту.
На території сільради діє Лукнівська ЗОШ І-ІІІ ст.

## Населені пункти
Сільській раді підпорядковані населені пункти:
- с. Лукнів (562 особи)
- с. Некрите (11 осіб)

## Склад ради
Рада складалася з 14 депутатів та голови.
- Голова ради:
- Секретар ради: Леперт Наталія Валеріївна

### Керівний склад попередніх скликань
| Прізвище, ім'я, по батькові    | Основні відомості                                                                                  | Дата обрання | Дата звільнення |
| ------------------------------ | -------------------------------------------------------------------------------------------------- | ------------ | --------------- |
| Гончаров Володимир Іванович    | Сільський голова, 1956 року народження, безпартійний                                               | 26.03.2006   | 31.10.2010      |
| Залозний Михайло Олександрович | Сільський голова, 1976 року народження, освіта вища, член Всеукраїнського об'єднання «Батьківщина» | 31.10.2010   | 28.10.2014      |

Примітка: таблиця складена за даними сайту Верховної Ради України

### Депутати
За результатами місцевих виборів 2010 року депутатами ради стали:

#### За суб'єктами висування
| Суб'єкт висування                 | Кількість обраних депутатів | %    |
| --------------------------------- | --------------------------- | ---- |
| Самовисування                     | 6                           | 42,9 |
| Партія регіонів                   | 3                           | 21,4 |
| Політична партія «Сильна Україна» | 2                           | 14,3 |
| Українська Народна Партія         | 2                           | 14,3 |
| Народна партія                    | 1                           | 7,1  |

#### За округами
| № округу                          | Прізвище, ім'я, по батькові     | Дата визнання обраним | Освіта             | Партійна приналежність                        | Відомості про обраного депутата             |
| --------------------------------- | ------------------------------- | --------------------- | ------------------ | --------------------------------------------- | ------------------------------------------- |
| Народна Партія                    |                                 |                       |                    |                                               |                                             |
| 2                                 | Гейко Людмила Іванівна          | 01.11.2010            | вища               | член Народної партії                          | ПСП"Лукново", бухгалтер                     |
| Партія регіонів                   |                                 |                       |                    |                                               |                                             |
| 10                                | Брушко Наталія Михайлівна       | 01.11.2010            | вища               | член Партії регіонів                          | Лукнівська сільська рада, бухгалтер         |
| 11                                | Шостак Віра Іванівна            | 01.11.2010            | середня спеціальна | член Партії регіонів                          | Лукнівська сільська рада, прибиральниця     |
| 14                                | Костирко Юрій Миколайович       | 01.11.2010            | середня спеціальна | член Партії регіонів                          | тимчасово не працює                         |
| Політична партія «Сильна Україна» |                                 |                       |                    |                                               |                                             |
| 5                                 | Тригуб Леонід Михайлович        | 01.11.2010            | середня спеціальна | член Політичної партії «Сильна Україна»       | Коропське лісництво, майстер лісу           |
| 7                                 | Менюк Валентина Павлівна        | 01.11.2010            | середня спеціальна | член Політичної партії «Сильна Україна»       | тимчасово не працює                         |
| Українська Народна Партія         |                                 |                       |                    |                                               |                                             |
| 1                                 | Гончарові Валентина Михайлівна  | 01.11.2010            | вища               | позапартійна                                  | Лукнівська загальноосвітня школа, дирек тор |
| 9                                 | Огієнко Галина Василівна        | 01.11.2010            | вища               | позапартійна                                  | Лукнівська загальноосвітня школа, завуч     |
| Самовисування                     |                                 |                       |                    |                                               |                                             |
| 3                                 | Леперт Наталія Валеріївна       | 01.11.2010            | вища               | член Народної партії                          | Лукнівська сільська рада, секретар          |
| 4                                 | Залозна Оксана Михайлівна       | 01.11.2010            | середня спеціальна | член Всеукраїнського об'єднання «Батьківщина» | відділення поштового зв'язку, завідувачка   |
| 6                                 | Троман Тетяна Анатоліївна       | 01.11.2010            | середня спеціальна | член Всеукраїнського об'єднання «Батьківщина» | тимчасово не працює                         |
| 8                                 | Поліщук Тамара Олександрівна    | 01.11.2010            | вища               | позапартійна                                  | Короппська РДЛВМ, бухгалтер                 |
| 12                                | Безрукова Наталія Степанівна    | 01.11.2010            | вища               | позапартійна                                  | Лукнівська сільська бібліотека, завідувачка |
| 13                                | Козаченко Людмила Олександрівна | 01.11.2010            | вища               | член Всеукраїнського об'єднання «Батьківщина» | пенсіонер                                   |